# Краннон
Крано́н (др.-греч. Κρανών) или Кранно́н (Κραννών) — город и полис (город-государство) в Пеласгиотиде, в древней Фессалии, расположенный к юго-западу от Ларисы и на расстоянии 100 стадий от Гиртоны, согласно Страбону. Орфография в разных источниках различается: Κράννων и ῂ Κράννωνοϛ; Κραννών, Κράννουν и Κράννουϛ. На западе он граничил с территорией Атракса, а на востоке — с территорией Скотуссы. Южнее хребты Ревении отделяли его от долины реки Энипей.
Считается, что его самое древнее название было Эфи́ра (Ὲφύρη или Ὲφύρα), до прибытия фессалийцев; и Гомер в своём описании войн эфириев и флегий, как полагают древние комментаторы, имел в виду людей, впоследствии названных краннонианцами и гиртонианцами соответственно. Пиндар также говорит о краннонцах под именем эфириев.
На Древних Олимпийских играх 648 до н. э. Крауксид Краннонский (или Краксил) выиграл скачки. В VI веке до н. э. самой известной семьёй в политической жизни города были Скопады, многочисленные стада которых паслись на плодородной равнине, окружающей город. Диакторид, один из Скопадов Краннонских, женился на дочери Клисфена Сикионского. Симонид Кеосский некоторое время проживал в Кранноне под покровительством Скопадов; и в древности ходила знаменитая история о том, как Диоскуры сохранили жизнь поэта, когда Скопады были раздавлены обрушением крыши здания.
В первый год Пелопоннесской войны (431 до н. э.) краннонцы вместе с некоторыми другими фессалийцами послали войска на помощь афинянам. В 394 до н. э. они упоминаются как союзники беотийцев, которые пристали к спартанскому царю Агесилаю II в его походе через Фессалию по возвращении из Азии.
В 369 до н. э. Алевады сговорились с жителями Ларисы, чтобы свергнуть тирана Александра Ферского. Они убедили царя Македонии Александра II помочь им. Пока тиран занимался набором войск, Александр II появился со своим войском в Ларисе и захватил город. Затем он захватил акрополь и впоследствии предположительно поставил в Краноне гарнизон. Этот гарнизон, вероятно, был выведен, как и аналогичный из Ларисы, когда Пелопид во главе беотийских войск, приглашённых фессалийцами, прибыл, чтобы освободить их города и свергнуть тиранию Александра Ферского.
После битвы при Херонее (338 до н. э.) фокейцы сражались в Ламии и в битве при Кранноне против Антипатра и его армии. Это была решающая битва Ламийской войны между Македонией и Афинами с их союзниками.
В 191 до н. э. Краннон был захвачен царем Селевкидов Антиохом III. Он снова упоминается во время войны с Персеем Македонским. Катулл говорит о нём как находившемся в упадке в своё время (I век до н. э.): «Deseritur Scyros: linquunt Phthiotica Tempe, Cranonisque domos, ac moenia Larissaea». Его название встречается у Плиния.
На стеле I века до н. э. надпись, связанная с неким Поликсеном, сыном Миномаха, появляется во время акта освобождения в Краноне в качестве стратега и манумитора. Поскольку он освобождает раба в этом городе, и в надписи не указывается его этническая принадлежность, Бруно Хелли делает вывод, что он был из Краннона. Это противоречит мнению Фридриха Стэлина, который утверждал, что «нет сведений, что хотя бы один фессалийский стратег происходил из Краннона».

## Полис
Первое эпиграфическое упоминание о полисе краннонцев (πόλις Κραννουνίων) содержится в почётном указе III века до н. э.

## Археология

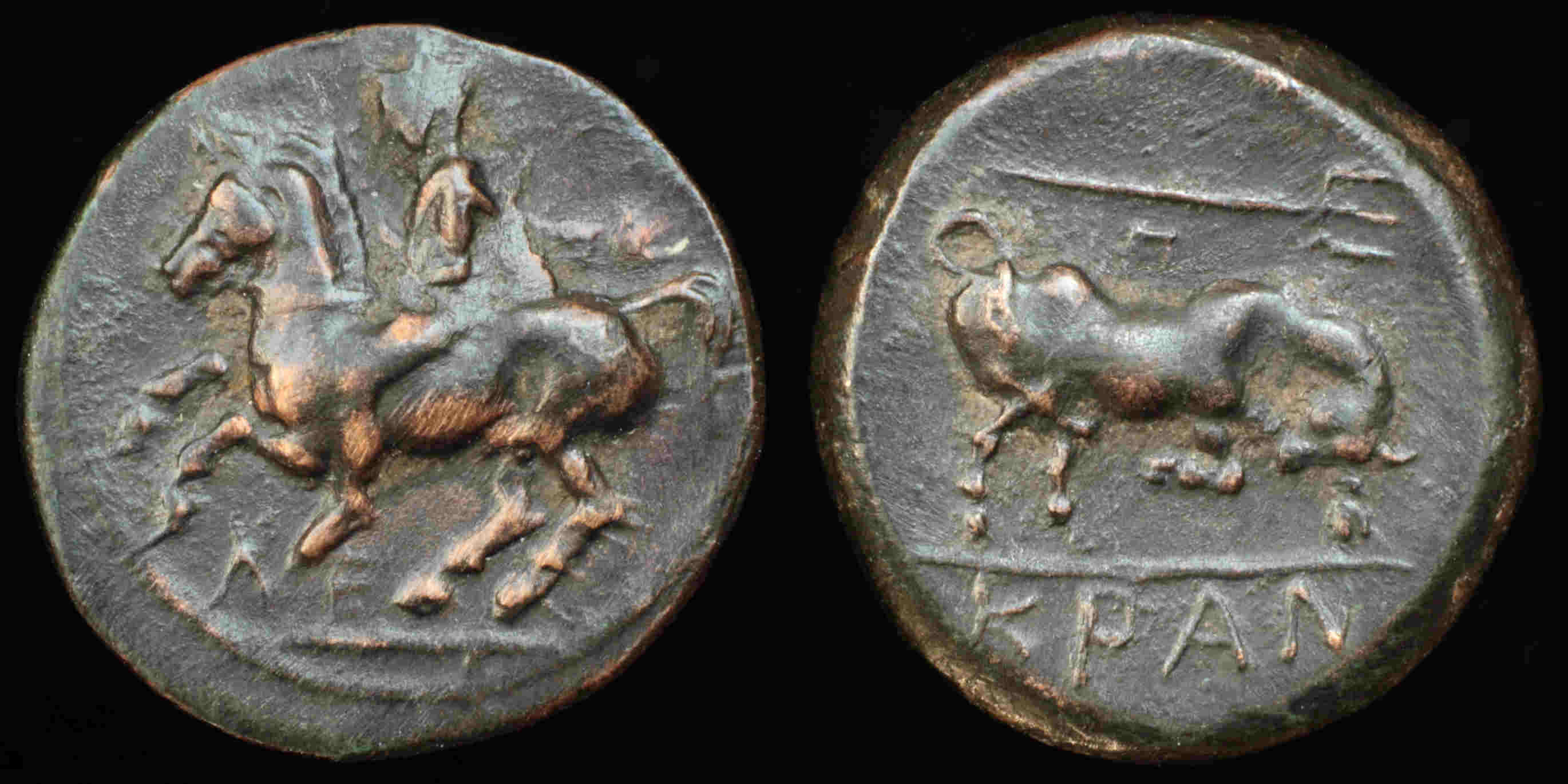
Бронзовая монета из Краннона

Руины Краннона находятся в местечке Палеаларисса, в современном муниципальном образовании Краннонас.
В неопределённое время Кранон был обнесённым стеной и укреплённым городом, но почти ничего не известно о городском центре и акрополе, за исключением возможного храма Афины Полиас, возведённого на нём. Были также храмы Асклепия, Аполлона, Посейдона и Зевса. В V веке до н. э. (480—400 гг. до н. э.) в городе чеканились серебряные монеты и бронзовые монеты в IV веке до н. э. Сохранились драхмы, тетроболы, триоболы, оболы и гемиоболы эгинского типа с надписью ΚΡΑΝ или ΚΡΑΝΟ.